# Awashstenskvätta
Awashstenskvätta (Oenanthe dubia) är en fågel i familjen flugsnappare inom ordningen tättingar.

## Utseende och läte
Awashstenskvättan är en anspråkslös tecknad stenskvätta. Fågeln är mycket lik både svartstjärten och brunstjärtad stenskvätta, men diagnostiskt är mörkbruna undre stjärttäckare med ljusa kanter på varje fjäder. Den har också relativt mörkt bröst och mörkbrun stjärt. Sången består av en ihållande blandning av kvitter och nasala toner.

## Utbredning och systematik
Fågeln förekommer i bergiga ökenområden i centrala Etiopien och nordvästra Somalia. Den behandlas som monotypisk, det vill säga att den inte delas in i några underarter.

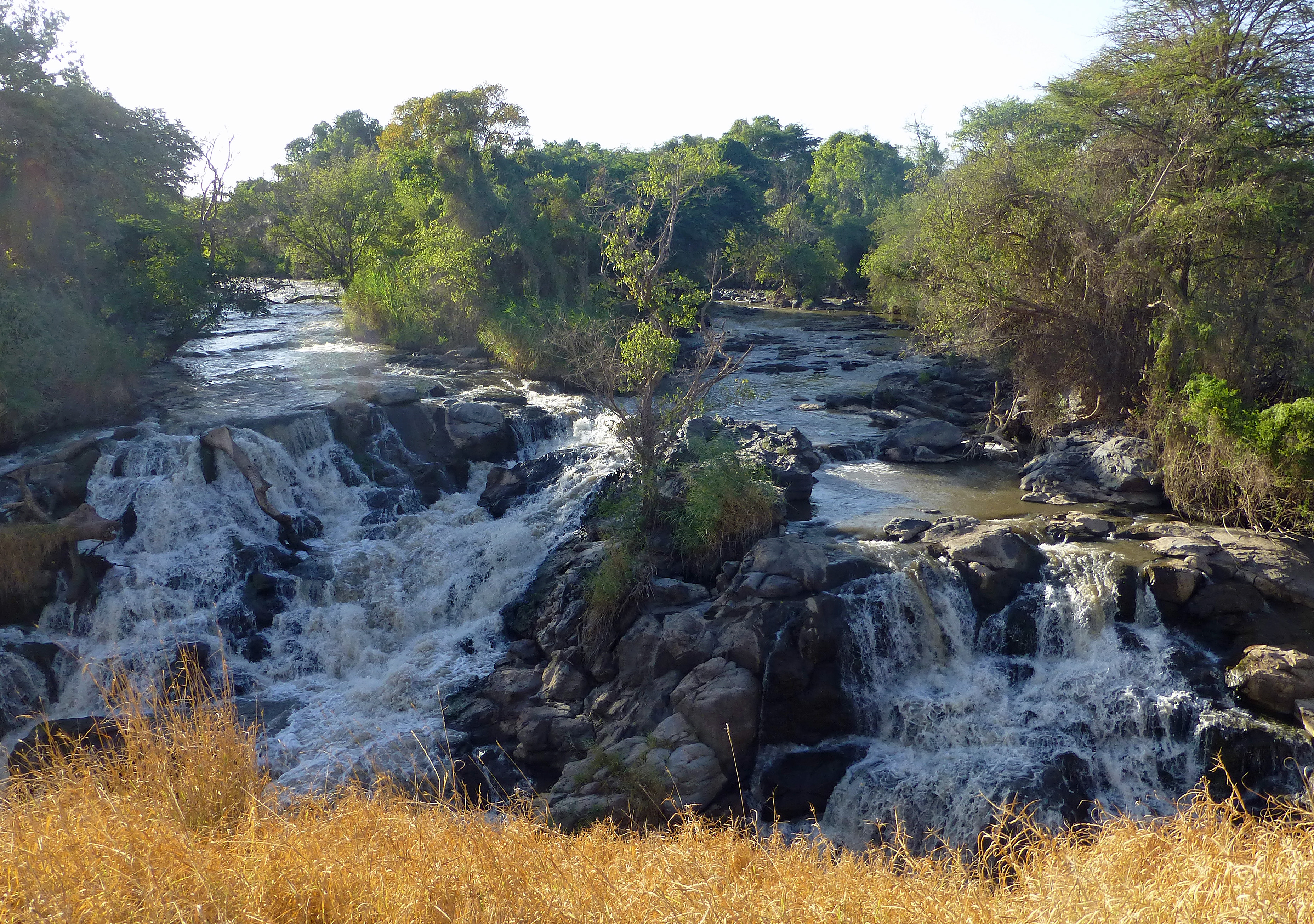
Awashfloden i nationalparken Awash i Etiopien.

### Släktestillhörighet
Tidigare placerades arten i släktet Cercomela, men flera DNA-studier visar att det är parafyletiskt och vissa av dem, däribland awashstenskvätta, är inbäddade i stenskvättesläktet Oenanthe.

### Familjetillhörighet
Stenskvättorna ansågs fram tills nyligen liksom bland andra buskskvättor, stentrastar, rödstjärtar vara små trastar. DNA-studier visar dock att de är marklevande flugsnappare (Muscicapidae) och förs därför numera till den familjen.

## Levnadssätt
Awashstenskvättan förekommer mycket lokalt i klippiga områden med spridda träd, framför allt i lavafält.

## Status
Mycket lite är känt om awashstenskvättan, så pass att internationella naturvårdsunionen IUCN bedömer att underläget är för lite för att bedöma dess hotstatus. Den placeras därför i hotkategorin kunskapsbrist.